# Lily Christie
Sofia Lovisa (Lily) Christie, född Wrangel 14 augusti 1861 i Västerås, död 1948 i London, var en svensk konstnär.
Hon var dotter till kammarherre Mauritz Otto Wrangel af Sauss och Eugenie Fredrika Rehbinder samt från 1898 gift med Robert Christie. Christie studerade vid Konstakademin i Stockholm 1889. Hon ställde ut med Konstföreningen för södra Sverige 1896 och med Föreningen Svenska Konstnärinnor på Konstakademien 1911.